# Tricase Calcio 1999-2000
Questa voce raccoglie le informazioni riguardanti il Tricase Calcio nelle competizioni ufficiali della stagione 1999-2000.

## Rosa
| N. |                   | Ruolo | Calciatore            |
| -- | ----------------- | ----- | --------------------- |
| -  | Italia (bandiera) | D     | Giuseppe Abbruzzese   |
| -  | Italia (bandiera) | P     | Stefano Ambrosi       |
| -  | Italia (bandiera) | D     | Angelo Buono          |
| -  | Italia (bandiera) | A     | Alessandro Castellano |
| -  | Italia (bandiera) | C     | Luca Cerqueti         |
| -  | Italia (bandiera) | C     | Giovanni Colonna      |
| -  | Italia (bandiera) | A     | Giorgio Corona        |
| -  | Italia (bandiera) | C     | Massimo Corsano       |
| -  | Italia (bandiera) | A     | Umberto Del Core      |
| -  | Italia (bandiera) | D     | Berardino Di Muro     |
| -  | Italia (bandiera) | A     | Cosimo Greco          |
| -  | Italia (bandiera) | P     | Dario Lo Porchio      |
| -  | Italia (bandiera) | D     | Davide Mazzotta       |
| -  | Italia (bandiera) | D     | Danilo Nicolardi      |

| N. |                   | Ruolo | Calciatore           |
| -- | ----------------- | ----- | -------------------- |
| -  | Italia (bandiera) | C     | Salvatore Pravatà    |
| -  | Italia (bandiera) | C     | Paolo Rendinella     |
| -  | Italia (bandiera) | D     | David Sabatini       |
| -  | Italia (bandiera) | A     | Lorenzo Sibio        |
| -  | Italia (bandiera) | C     | Stefano Simoncelli   |
| -  | Italia (bandiera) | C     | Vincenzo Stasi       |
| -  | Italia (bandiera) | D     | Gianluca Stella      |
| -  | Italia (bandiera) | D     | Fabio Timoniere      |
| -  | Italia (bandiera) | D     | Diego Toledo         |
| -  | Italia (bandiera) | C     | Giuseppe Torneo      |
| -  | Italia (bandiera) | A     | Massimiliano Vadacca |
| -  | Italia (bandiera) | C     | Filippo Vallarella   |
| -  | Italia (bandiera) | C     | Gaetano Voza         |